# 슈타이어 IWS 2000
슈타이어 IWS 2000(독일어: Steyr Infantry Weapon System 2000)은 오스트리아의 슈타이어 만리허사(Steyr Mannlicher)(社)에서 제조된 반자동 대물(對物) 소총이다.
IWS는 Infantry Weapon System(보병 무기 체계)의 약자이다. 대다수 현대의 대물 소총들과 마찬가지로, 이 소총은 실제적으로 활강식 무기이며, 진정한 의미로 볼 때, 소총은 아니며 발사체를 가속시켜 유효 유도 거리를 증가시키는 데에 목적이 있다.  발사 시 사용되는 탄화은15.2×169mm 날개 안정 장약 분리형 철갑탄(207mm)이며, 이러한 종류의 탄약을 사용하는 소총 중에 인력으로 운반할 수 있는 최초의 소총이다.
이 무기의 최초의 개량형은 AMR 5075이며, AMR은 Anti-Material Rifle, 즉 '대물(對物) 소총'의 약어이다. AMR 5075에 쓰이는 탄환은 14.5mm 날개 안정식 장약 분리형 철갑탄(200mm)이다. 발사체는 강화 텅스텐 재질의 안정 다트(dart)형인데 몸체 구경은 5.56mm이다.

## 같이 보기
- 슈타이어 SSG-69